# Dyskografia Avicii
Dyskografia Avicii – szwedzkiego DJ-a i producenta muzycznego składa się z trzech albumów studyjnych, sześciu minialbumów, jednego albumu remiksowego, trzech kompilacji, czterdziestu dziewięciu singli oraz dwudziestu dziewięciu teledysków.

## Albumy

### Albumy studyjne
| Rok                                                     | Dane dot. albumu                                                                                             | Pozycje na listach przebojów | Pozycje na listach przebojów | Pozycje na listach przebojów | Pozycje na listach przebojów | Pozycje na listach przebojów | Pozycje na listach przebojów | Pozycje na listach przebojów | Pozycje na listach przebojów | Pozycje na listach przebojów | Pozycje na listach przebojów | Pozycje na listach przebojów | Certyfikat |
| Rok                                                     | Dane dot. albumu                                                                                             | POL                          | SWE                          | AUS                          | AUT                          | BEL (FL)                     | FRA                          | GER                          | NLD                          | SWI                          | GBR                          | USA                          | Certyfikat |
| ------------------------------------------------------- | --- | ---------------------------- | ---------------------------- | ---------------------------- | ---------------------------- | ---------------------------- | ---------------------------- | ---------------------------- | ---------------------------- | ---------------------------- | ---------------------------- | ---------------------------- | --- |
| 2013                                                    | True - Wydany: 13 września 2013 - Wytwórnia: Universal Music - Format: CD, LP, digital download              | 46                           | 1                            | 1                            | 3                            | 5                            | 8                            | 5                            | 2                            | 2                            | 2                            | 5                            | - POL: 2× platynowa płyta - SWE: 2× platynowa płyta - AUS: złota płyta - AUT: 3× platynowa płyta - FRA: platynowa płyta - GER: platynowa płyta - SWI: złota płyta - BPI: platynowa płyta - USA: platynowa płyta |
| 2015                                                    | Stories - Wydany: 2 października 2015 - Wytwórnia: PRMD, Universal Island - Format: CD, LP, digital download | —                            | 1                            | 10                           | 6                            | 7                            | 19                           | 8                            | 7                            | 3                            | 9                            | 17                           | - SWE: 2× platynowa płyta - AUT: złota płyta - BPI: złota płyta - POL: platynowa płyta |
| 2019                                                    | Tim - Wydany: 6 czerwca 2019 - Wytwórnia: Universal - Format:CD, LP, digital download                        | 10                           | 1                            | 6                            | 3                            | 1                            | 11                           | 5                            | 1                            | 2                            | 7                            | 11                           | - POL: złota płyta |
| „–” oznacza, że album nie był notowany na danej liście. | |                              |                              |                              |                              |                              |                              |                              |                              |                              |                              |                              | |

### Minialbumy
| Rok                                                     | Dane dot. albumu | Pozycje na listach przebojów | Pozycje na listach przebojów | Pozycje na listach przebojów | Pozycje na listach przebojów | Pozycje na listach przebojów | Pozycje na listach przebojów | Certyfikat         |
| Rok                                                     | Dane dot. albumu | SWE                          | AUT                          | FRA                          | GER                          | SWI                          | USA                          | Certyfikat         |
| ------------------------------------------------------- | --- | ---------------------------- | ---------------------------- | ---------------------------- | ---------------------------- | ---------------------------- | ---------------------------- | ------------------ |
| 2009                                                    | Muja - Wydany: 15 kwietnia 2009 - Wytwórnia: Vicious Grooves - Format: digital download                                                        | —                            | —                            | —                            | —                            | —                            | —                            |                    |
| 2010                                                    | I Always DJ Naked (ze Starkillers jako Killers & Rockers) - Wydany: 19 października 2010 - Wytwórnia: Ultra Records - Format: digital download | —                            | —                            | —                            | —                            | —                            | —                            |                    |
| 2013                                                    | iTunes Festival: London 2013 - Wydany: 1 stycznia 2013 - Wytwórnia: Universal - Format: digital download                                       | —                            | —                            | —                            | —                            | —                            | —                            |                    |
| 2014                                                    | The Days / Nights EP - Wydany: 1 grudnia 2014 - Wytwórnia: Universal Music - Format: digital download                                          | —                            | —                            | —                            | —                            | —                            | —                            |                    |
| 2015                                                    | Pure Grinding / For a Better Day - Wydany: 28 sierpnia 2015 - Wytwórnia: PRMD - Format: digital download                                       | —                            | —                            | —                            | —                            | —                            | —                            |                    |
| 2017                                                    | Avīci (01) - Wydany: 10 sierpnia 2017 - Wytwórnia: Virgin, Universal Music Group - Format: digital download                                    | 1                            | 9                            | 90                           | 37                           | 11                           | 70                           | - POL: złota płyta |
| „–” oznacza, że album nie był notowany na danej liście. | |                              |                              |                              |                              |                              |                              |                    |

### Kompilacje
| Rok  | Dane dot. albumu |
| ---- | --- |
| 2011 | Avicii Presents Strictly Miami - Wydany: 4 kwietnia 2011 - Wytwórnia: Strictly Rhythm - Format: CD, digital download             |
| 2011 | The Singles - Wydany: 31 maja 2011 - Wytwórnia: Ultra Records - Format: CD, digital download                                     |
| 2011 | The Collection – taken from Superstar - Wydany: 5 sierpnia 2011 - Wytwórnia: Superstar Recordings - Format: CD, digital download |

### Albumy remiksowe
| Rok                                                     | Dane dot. albumu                                                                                            | Pozycje na listach przebojów | Pozycje na listach przebojów | Pozycje na listach przebojów | Pozycje na listach przebojów | Pozycje na listach przebojów | Pozycje na listach przebojów |
| Rok                                                     | Dane dot. albumu                                                                                            | SWE                          | AUS                          | BEL (FL)                     | SWI                          | GBR                          | USA                          |
| ------------------------------------------------------- | --- | ---------------------------- | ---------------------------- | ---------------------------- | ---------------------------- | ---------------------------- | ---------------------------- |
| 2014                                                    | True (Avicii by Avicii) - Wydany: 21 marca 2014 - Wytwórnia: Universal Music - Format: CD, digital download | 15                           | 16                           | 29                           | 15                           | 55                           | 139                          |
| „–” oznacza, że album nie był notowany na danej liście. | |                              |                              |                              |                              |                              |                              |

## Single
| Rok  | Tytuł                                                                             | Pozycje na listach przebojów | Pozycje na listach przebojów | Pozycje na listach przebojów | Pozycje na listach przebojów | Pozycje na listach przebojów | Pozycje na listach przebojów | Pozycje na listach przebojów | Pozycje na listach przebojów | Pozycje na listach przebojów | Pozycje na listach przebojów | Pozycje na listach przebojów | Certyfikat | Album                                                         |
| Rok  | Tytuł                                                                             | POL                          | SWE                          | AUS                          | AUT                          | BEL (FL)                     | FRA                          | GER                          | NLD                          | SWI                          | GBR                          | USA                          | Certyfikat | Album                                                         |
| ---- | --------------------------------------------------------------------------------- | ---------------------------- | ---------------------------- | ---------------------------- | ---------------------------- | ---------------------------- | ---------------------------- | ---------------------------- | ---------------------------- | ---------------------------- | ---------------------------- | ---------------------------- | --- | ------------------------------------------------------------- |
| 2008 | „Sound of Now”                                                                    | —                            | —                            | —                            | —                            | —                            | —                            | —                            | —                            | —                            | —                            | —                            | | —                                                             |
| 2009 | „Muja”                                                                            | —                            | —                            | —                            | —                            | —                            | —                            | —                            | —                            | —                            | —                            | —                            | | Muja EP                                                       |
| 2009 | „Ryu”                                                                             | —                            | —                            | —                            | —                            | —                            | —                            | —                            | —                            | —                            | —                            | —                            | | Ryu / Strutnut                                                |
| 2009 | „Even” (oraz Sebastien Drums)                                                     | —                            | —                            | —                            | —                            | —                            | —                            | —                            | —                            | —                            | —                            | —                            | | —                                                             |
| 2009 | „Alcoholic” (jako Tim Berg)                                                       | —                            | —                            | —                            | —                            | —                            | —                            | —                            | —                            | —                            | —                            | —                            | | —                                                             |
| 2009 | „Break da Floor” (versus Ralph)                                                   | —                            | —                            | —                            | —                            | —                            | —                            | —                            | —                            | —                            | —                            | —                            | | —                                                             |
| 2010 | „Bom”                                                                             | —                            | —                            | —                            | —                            | —                            | —                            | —                            | —                            | —                            | —                            | —                            | | —                                                             |
| 2010 | „Insomnia” (jako Tom Hangs oraz Starkillers, Pimp Rockers oraz Marco Machiavelli) | —                            | —                            | —                            | —                            | —                            | —                            | —                            | —                            | —                            | —                            | —                            | | —                                                             |
| 2010 | „Bromance” (jako Tim Berg)                                                        | —                            | 16                           | —                            | —                            | 1                            | —                            | —                            | 2                            | —                            | —                            | —                            | - BEL: złota płyta | —                                                             |
| 2010 | „My Feelings for You” (oraz Sebastien Drums)                                      | —                            | 37                           | —                            | 34                           | —                            | —                            | 25                           | 24                           | 40                           | 46                           | —                            | | —                                                             |
| 2010 | „Seek Bromance” (jako Tim Berg)                                                   | —                            | 20                           | 32                           | 53                           | —                            | 12                           | 61                           | —                            | 13                           | 13                           | —                            | - SWE: platynowa płyta - AUS: złota płyta - DNK: złota płyta - UK: srebrna płyta | —                                                             |
| 2010 | „Tweet It” (jako Tim Berg; oraz Norman Doray, Sebastien Drums)                    | —                            | —                            | —                            | —                            | —                            | —                            | —                            | 55                           | —                            | —                            | —                            | | —                                                             |
| 2010 | „Malo”                                                                            | —                            | —                            | —                            | —                            | —                            | —                            | —                            | —                            | —                            | —                            | —                            | | —                                                             |
| 2010 | „Don’t Hold Back” (z John Dahlbäck jako Jovicii oraz Andy P)                      | —                            | —                            | —                            | —                            | —                            | —                            | —                            | —                            | —                            | —                            | —                            | | —                                                             |
| 2011 | „Street Dancer”                                                                   | —                            | —                            | —                            | —                            | —                            | —                            | —                            | 33                           | —                            | —                            | —                            | | —                                                             |
| 2011 | „So Excited”                                                                      | —                            | —                            | —                            | —                            | —                            | —                            | —                            | —                            | —                            | —                            | —                            | | —                                                             |
| 2011 | „iTrack” (jako Tim Berg; versus Oliver Ingrosso, Otto Knows)                      | —                            | —                            | —                            | —                            | —                            | —                            | —                            | 30                           | —                            | —                            | —                            | | —                                                             |
| 2011 | „Sweet Dreams”                                                                    | —                            | —                            | —                            | —                            | —                            | —                            | —                            | —                            | —                            | —                            | —                            | | —                                                             |
| 2011 | „Blessed” (jako Tom Hangs oraz Shermanology)                                      | —                            | —                            | —                            | —                            | —                            | 69                           | 50                           | 9                            | —                            | 164                          | —                            | | —                                                             |
| 2011 | „Jailbait”                                                                        | —                            | —                            | —                            | —                            | —                            | —                            | —                            | —                            | —                            | —                            | —                            | | —                                                             |
| 2011 | „Snus” (oraz Sebastien Drums)                                                     | —                            | —                            | —                            | —                            | —                            | —                            | —                            | —                            | —                            | —                            | —                            | | —                                                             |
| 2011 | „Fade into Darkness”                                                              | —                            | 4                            | 70                           | —                            | —                            | —                            | —                            | —                            | —                            | 196                          | —                            | - SWE: 5× platynowa płyta | —                                                             |
| 2011 | „Levels”                                                                          | —                            | 1                            | 24                           | 4                            | 4                            | 14                           | 6                            | 4                            | 5                            | 4                            | 60                           | - SWE: 8× platynowa płyta - AUS: 4× platynowa płyta - AUT: platynowa płyta - BEL: platynowa płyta - GER: 3× złota płyta - SWI: 2× platynowa płyta - USA: platynowa płyta - UK: platynowa płyta | —                                                             |
| 2011 | „Collide” (oraz Leona Lewis)                                                      | —                            | —                            | —                            | 29                           | —                            | —                            | —                            | —                            | —                            | 4                            | —                            | - UK: srebrna płyta | —                                                             |
| 2012 | „Before This Night Is Through (Bad Things)” (jako Tim Berg)                       | —                            | —                            | —                            | —                            | —                            | —                            | —                            | —                            | —                            | —                            | —                            | | Bad Things – The Ten Year Anniversary Album from Joia Records |
| 2012 | „Silhouettes”                                                                     | —                            | 11                           | 53                           | 26                           | —                            | —                            | 87                           | 35                           | —                            | 22                           | —                            | - SWE: 3× platynowa płyta - AUS: złota płyta - UK: srebrna płyta | —                                                             |
| 2012 | „Superlove (Remix)” (versus Lenny Kravitz)                                        | —                            | —                            | —                            | —                            | 7                            | —                            | —                            | 15                           | —                            | 49                           | —                            | | —                                                             |
| 2012 | „Two Million”                                                                     | —                            | —                            | —                            | —                            | —                            | —                            | —                            | —                            | —                            | —                            | —                            | | —                                                             |
| 2012 | „Last Dance”                                                                      | —                            | —                            | —                            | —                            | —                            | 40                           | —                            | —                            | —                            | —                            | —                            | | —                                                             |
| 2012 | „Dancing in My Head” (versus Eric Turner)                                         | —                            | —                            | —                            | —                            | —                            | —                            | —                            | 54                           | —                            | 188                          | —                            | | —                                                             |
| 2012 | „I Could Be the One” (versus Nicky Romero)                                        | —                            | 3                            | 4                            | 15                           | 8                            | 22                           | 37                           | 7                            | 26                           | 1                            | —                            | - AUS: 3× platynowa płyta - BEL: złota płyta - UK: złota płyta - USA: złota płyta | —                                                             |
| 2013 | „Three Million (Your Love Is Amazing)” (oraz Negin)                               | —                            | —                            | —                            | —                            | —                            | —                            | —                            | —                            | —                            | —                            | —                            | | —                                                             |
| 2013 | „X You”                                                                           | —                            | 19                           | —                            | —                            | —                            | —                            | —                            | 48                           | —                            | 47                           | —                            | - SWE: platynowa płyta | —                                                             |
| 2013 | „UMF (Ultra Music Festival Anthem)”                                               | —                            | —                            | —                            | —                            | —                            | —                            | —                            | —                            | —                            | —                            | —                            | | Ultra Music Festival Anthems EP                               |
| 2013 | „We Write the Story” (oraz B&B, Choir)                                            | —                            | —                            | —                            | —                            | —                            | —                            | —                            | 73                           | —                            | —                            | —                            | | Eurovision Song Contest: Malmö 2013                           |
| 2013 | „Wake Me Up”                                                                      | 1                            | 1                            | 1                            | 1                            | 1                            | 1                            | 1                            | 1                            | 1                            | 1                            | 4                            | - SWE: 13× platynowa płyta - AUS: 9× platynowa płyta - AUT: 2× platynowa płyta - BEL: 2× platynowa płyta - GER: diamentowa płyta - SWI: 3× platynowa płyta - USA: 6× platynowa płyta           | True                                                          |
| 2013 | „Speed” (Burn & Lotus F1 Team Mix)”                                               | —                            | —                            | —                            | 50                           | —                            | —                            | —                            | —                            | —                            | —                            | —                            | | —                                                             |
| 2013 | „You Make Me”                                                                     | —                            | 1                            | 12                           | 7                            | 20                           | 58                           | 34                           | 29                           | 29                           | 5                            | 85                           | - AUS: platynowa płyta - SWE: 4× platynowa płyta - UK: złota płyta - USA: złota płyta | True                                                          |
| 2013 | „Hey Brother”                                                                     | 1                            | 1                            | 2                            | 1                            | 3                            | 4                            | 1                            | 2                            | 1                            | 2                            | 16                           | - SWE: 7× platynowa płyta - AUS: 5× platynowa płyta - AUT: platynowa płyta - BEL: złota płyta - GER: 3× złota płyta - SWI: platynowa płyta - UK: platynowa płyta                               | True                                                          |
| 2013 | „Addicted to You”                                                                 | 1                            | 11                           | 5                            | 3                            | 5                            | 6                            | 6                            | 5                            | 4                            | 14                           | —                            | - SWE: 3× platynowa płyta - AUS: 3× platynowa płyta - AUT: złota płyta - BEL: złota płyta - GER: złota płyta - UK: srebrna płyta                                                               | True                                                          |
| 2014 | „Lay Me Down”                                                                     | 14                           | 39                           | 34                           | 17                           | —                            | 47                           | 35                           | —                            | 41                           | —                            | —                            | - SWE: złota płyta | True                                                          |
| 2014 | „The Days”                                                                        | —                            | 1                            | 10                           | 3                            | —                            | 52                           | 35                           | 16                           | 8                            | 82                           | 78                           | - SWE: platynowa płyta - AUS: platynowa płyta | Stories                                                       |
| 2014 | „The Nights”                                                                      | 4                            | 2                            | 9                            | 6                            | 14                           | 79                           | 19                           | 20                           | 17                           | 6                            | —                            | - SWE: platynowa płyta - AUS: złota płyta - UK: platynowa płyta - USA: złota płyta | Stories                                                       |
| 2015 | „Feeling Good”                                                                    | —                            | —                            | —                            | —                            | —                            | —                            | —                            | —                            | —                            | —                            | —                            | | —                                                             |
| 2015 | „Waiting for Love”                                                                | 5                            | 1                            | 15                           | 1                            | 16                           | 34                           | 8                            | 6                            | 8                            | 6                            | —                            | - AUS: platynowa płyta - UK: złota płyta - USA: złota płyta - POL: 4× platynowa płyta | Stories                                                       |
| 2015 | „For a Better Day”                                                                | 10                           | 5                            | —                            | 10                           | —                            | 26                           | 18                           | 22                           | 16                           | 68                           | —                            | - POL: platynowa płyta | Stories                                                       |
| 2015 | „Pure Grinding”                                                                   | —                            | 19                           | —                            | 71                           | —                            | —                            | 94                           | —                            | —                            | —                            | —                            | | Stories                                                       |
| 2015 | „Broken Arrows”                                                                   | —                            | 4                            | 30                           | 70                           | —                            | —                            | 82                           | 86                           | 57                           | —                            | —                            | - SWE: 3× platynowa płyta | Stories                                                       |
| 2016 | „Taste the Feeling” (versus Conrad Sewell)                                        | —                            | 60                           | —                            | 17                           | —                            | 136                          | 53                           | —                            | —                            | —                            | —                            | | —                                                             |
| 2017 | „Without You” (gościnnie: Sandro Cavazza)                                         | 7                            | 1                            | 20                           | 7                            | 15                           | 30                           | 18                           | 13                           | 16                           | 32                           | —                            | - BEL: złota płyta - POL: 2× platynowa płyta | Avīci (01)                                                    |
| 2017 | „Lonely Together” (gościnnie: Rita Ora)                                           | 4                            | 3                            | 32                           | 18                           | 36                           | 58                           | 24                           | 22                           | 22                           | 4                            | —                            | - UK: złota płyta - POL: złota płyta | Avīci (01)                                                    |
| 2019 | „SOS” (gościnnie: Aloe Blacc)                                                     | 2                            | 1                            | 7                            | 4                            | 2                            | 49                           | 8                            | —                            | 3                            | 6                            | 68                           | - POL: 2× platynowa płyta | Tim                                                           |
| 2019 | „Tough Love” (gościnnie: Vargas & Lagola, Agnes)                                  | —                            | 2                            | —                            | 45                           | 68                           | —                            | 72                           | 60                           | 31                           | 80                           | —                            | | Tim                                                           |
| 2019 | „Heaven”                                                                          | 44                           | 2                            | 20                           | 21                           | 15                           | 119                          | 30                           | 9                            | 11                           | 20                           | 83                           | | Tim                                                           |
| 2019 | „Fades Away” (gościnnie: Noonie Bao)                                              | —                            | 26                           | —                            | —                            | 87                           | —                            | —                            | —                            | —                            | —                            | —                            | | Tim                                                           |

### Z gościnnym udziałem
| Rok  | Tytuł                                                                       | Pozycje na listach przebojów | Pozycje na listach przebojów | Album                |
| Rok  | Tytuł                                                                       | SWE                          | FRA                          | Album                |
| ---- | --------------------------------------------------------------------------- | ---------------------------- | ---------------------------- | -------------------- |
| 2014 | „Dar um Jeito (We Will Find a Way)” (oraz Santana, Wyclef, Alexandre Pires) | —                            | —                            | One Love, One Rhythm |
| 2014 | „Divine Sorrow” (oraz Wyclef)                                               | 7                            | 105                          | Clefication          |
| 2016 | „Back Where I Belong” (oraz Otto Knows)                                     | 32                           | —                            |                      |

### Inne notowane utwory
| Rok  | Tytuł                                         | Pozycje na listach przebojów | Pozycje na listach przebojów | Album                |
| Rok  | Tytuł                                         | SWE                          | BEL (FL)                     | Album                |
| ---- | --------------------------------------------- | ---------------------------- | ---------------------------- | -------------------- |
| 2011 | „Sunshine” (oraz David Guetta)                | 59                           | —                            | Nothing but the Beat |
| 2012 | „Run Away” (jako Tim Berg; oraz Kate Ryan)    | —                            | 37                           | Electroshock         |
| 2013 | „Dear Boy”                                    | 18                           | —                            | True                 |
| 2013 | „Liar Liar”                                   | 26                           | —                            | True                 |
| 2013 | „Shame on Me”                                 | 32                           | —                            | True                 |
| 2013 | „Hope There’s Someone”                        | 47                           | —                            | True                 |
| 2013 | „Heart Upon My Sleeve”                        | 51                           | —                            | True                 |
| 2013 | „All You Need Is Love”                        | 33                           | —                            | True                 |
| 2015 | „Gonna Love Ya”                               | 3                            | —                            | Stories              |
| 2015 | „Somewhere in Stockholm”                      | 30                           | —                            | Stories              |
| 2015 | „Trouble”                                     | 33                           | —                            | Stories              |
| 2015 | „Sunset Jesus”                                | 37                           | —                            | Stories              |
| 2015 | „Talk to Myself”                              | 43                           | —                            | Stories              |
| 2015 | „Ten More Days”                               | 45                           | —                            | Stories              |
| 2015 | „Can’t Catch Me”                              | 55                           | —                            | Stories              |
| 2015 | „True Believer”                               | 64                           | —                            | Stories              |
| 2015 | „City Lights”                                 | 66                           | —                            | Stories              |
| 2015 | „Touch Me”                                    | 69                           | —                            | Stories              |
| 2017 | „You Be Love” (gościnnie: Billy Raffoul)      | 9                            | —                            | AVĪCI (01)           |
| 2017 | „Friend of Mine” (gościnnie: Vargas & Lagola) | 5                            | —                            | AVĪCI (01)           |

## Remiksy
- 2008: Francesco Diaz & Young Rebels – „When I'm Thinking of You” (Avicii vs. Philgood Remix)
- 2008: Roman Salzger – „Solaris” (Avicii Greets Joia Mix)
- 2008: Sebastien Benett – „Dancin'” (Avicii Remix)
- 2008: Roger Sanchez feat. Terri B. – „Bang That Box” (Avicii vs. Philgood Bang That Vocal Mix) & (Avicii vs. Philgood Bang That Dub)
- 2008: Dirty South – „D10” (Aviici vs. Philgood Vicious Remix)
- 2009: Dj Ralph – „Born to Rave” (Avicii vs. Philgood Born to Do It Remix)
- 2009: Richard Grey, Erick Morillo & Jose Nunez feat. Shawnee Taylor – „Life Goes On” (Avicii vs. Philgood Remix)
- 2009: Mic Newman – „Whatever Kind” (Avicii Remix)
- 2009: D.O.N.S. feat. Terri B. – „You Used to Hold Me” (Avicii Remember Remix)
- 2009: Albin Myers & Sandro Monte feat. Abigail Bailey – „Somewhere” (Avicii Remix)
- 2009: Dim Chris & Sebastien Drums feat Polina – „Sometimes I Feel” (Avicii's Out of Miami Mix)
- 2009: Sebastien Benett – „Star Airlines” (Avicii Remix)
- 2009: Dirty South – „We Are” (Avicii Remix)
- 2009: Greg Cerrone – „Lipstick” (Avicii Remix)
- 2009: Zoo Brazil – „Tear the Club Up” (Avicii vs. Philgood Two Angry Mix)
- 2009: MYNC, Harry Choo Choo Romero & Jose Nunez – „Boogers” (Avicii's Dumb Dumb Remix)
- 2009: The Cut – „Better Days” (Avicii Remix)
- 2009: EDX – „Shy Shy” (Avicii Remix)
- 2009: Mr. Timothy feat. Inaya Day – „Got 2 Get Up” (Avicii Remix)
- 2009: Kid Massive feat. Elliotte Williams N'Dure – „Touch Me (In the Morning)” (Avicii's Massive Mix)
- 2009: Veerus & Maxie Devine – „Dreamer” (Avicii Dream On Mix)
- 2009: Tiësto feat. CC Sheffield – „Escape Me” (Avicii's Remix at Night)
- 2009: Solu Music feat. Kimblee – „Fade” (Avicii 2009 Remix)
- 2009: Alex Gaudino vs. Nari & Milani feat. Capricorn – „The Drums” (Avicii's Mouthful Remix)
- 2009: Dizzee Rascal feat. Chrome – „Holiday” (Avicii Remix)
- 2009: Bob Sinclar – „New New New” (Avicii Remix)
- 2009: David Guetta feat. Estelle – „One Love” (Avicii Remix)
- 2010: Tim Berg – „Bromance” (Avicii Arena Mix)
- 2010: Austin Leeds feat. Jeremy Carr – „In the Air” (Avicii Remix)
- 2010: The Good Guys feat. Tesz Millan – „Spotlight” (Avicii Rising Star Mix)
- 2010: Steve Bertrand – „Do It with Me” (Avicii vs. Philgood Remix)
- 2010: Jason Rooney – „Stop the Rock” (Avicii's Showstopping Remix)
- 2010: Junior Caldera feat. Sophie Ellis-Bextor – „Can't Fight This Feeling” (Avicii Universe Mix)
- 2010: Dimitri Vegas & Like Mike – „Salinas” (Tim Berg Remix)
- 2010: Little Boots – „Remedy” (Avicii Club Mix)
- 2010: Dada Life – „Cookies with a Smile” (Avicii Remix)
- 2010: Bob Sinclar feat. Vybrate, Queen Ifrica & Makedah – „New, New, New” (Avicii Remix)
- 2010: David Guetta feat. Chris Willis, Fergie & LMFAO – „Gettin' Over You” (Avicii Vocal Mix)
- 2010: Robyn – „Hang with Me” (Avicii Exclusive Club Mix)
- 2010: Rhythm Masters & MYNC feat. Wynter Gordon – „I Feel Love” (Avicii's Forgotten Mix)
- 2010: Enrique Iglesias feat. Pitbull – „I Like It” (Avicii Remix)
- 2010: Stream Maurizio Gubellini feat. Mia Crispin – „Getting Personal” (Avicii's Italectronic Remix)
- 2010: Toni Braxton – „Make My Heart” (Avicii's Replacer Remix)
- 2010: Paul Thomas & Sonny Wharton – „Painted Faces” (Avicii Remix)
- 2010: Nadia Ali – „Rapture” (Avicii New Generation Mix)
- 2010: Phonat – „Set Me Free” (Avicii Remix)
- 2011: Daft Punk – „Derezzed” (Avicii Remix)
- 2011: Armin van Buuren feat. Laura V – „Drowning” (Avicii Unnamed Mix)
- 2011: Tom Hangs (Avicii alias) feat. Shermanology – „Blessed” (Avicii Edit)
- 2011: Ash – „Enough Is Enough” (Ash & Avicii 'Hype Machine' Remix)
- 2011: Michael Woods – „Dropzone” (Avicii Remix)
- 2011: Coldplay – „Every Teardrop is a Waterfall” (Avicii 'Tour' Remix)
- 2012: Madonna – „Girl Gone Wild” (Avicii Remix)
- 2013: Major Lazer feat. Amber – „Get Free” (Avicii Edit)
- 2013: Syn Cole – „Miami 82” (Avicii Edit)
- 2013: Passenger – „Let Her Go” (Avicii Edit)
- 2014: Avicii – „Wake Me Up” (Avicii by Avicii)
- 2014: Avicii – „You Make Me” (Avicii by Avicii)
- 2014: Avicii – „Hey Brother” (Avicii by Avicii)
- 2014: Avicii – „Addicted to You” (Avicii Remix)
- 2014: Daft Punk feat. Negin – „Derezzed” (Avicii So Amazing Remix)
- 2014: Avicii – „Lay Me Down” (Avicii by Avicii)
- 2014: Avicii – „Silhouettes” (Avicii's Exclusive Ralph Lauren Mix)
- 2014: Avicii – „The Nights” (Avicii by Avicii)
- 2015: Faithless – „Insomnia 2.0” (Avicii Remix)
- 2016: Morten feat. Frida Sundemo – „Beautiful Heartbeat” (Avicii Remix)

## Teledyski
| „Fade into Darkness”                          | 2011 | Tobias Hansson, Karl Aulin                     |
| „Collide” (oraz Leona Lewis)                  | 2011 | Ethan Lader                                    |
| „Levels”                                      | 2011 | Petro                                          |
| „Silhouettes”                                 | 2012 | Niklas Johansson, David Dworsky, Victor Köhler |
| „Superlove (Remix)” (versus Lenny Kravitz)    | 2012 | Rich Ragsdale                                  |
| „I Could Be the One” (versus Nicky Romero)    | 2013 | Peter Huang                                    |
| „X You”                                       | 2013 | David Dworsky, Victor Köhler                   |
| „Wake Me Up” (gościnnie: Aloe Blacc)          | 2013 | Mark Seliger                                   |
| „You Make Me”                                 | 2013 | Sebastian Ringler                              |
| „Hey Brother”                                 | 2013 | Jesse Sternbaum                                |
| „Addicted to You”                             | 2014 | Sebastian Ringler                              |
| „Wake Me Up (Avicii by Avicii)”               | 2014 | Zachary James, Alex Negrete                    |
| „Hey Brother (Avicii by Avicii)”              | 2014 | Nick Fung, Nate Olson                          |
| „You Make Me (Avicii by Avicii)”              | 2014 | Joe Penna                                      |
| „Lay Me Down”                                 | 2014 | Marcus Lindgren                                |
| „The Nights”                                  | 2014 | Rory Kramer                                    |
| „Feeling Good”                                | 2015 | Volvo                                          |
| „Waiting for Love”                            | 2015 | Sebastian Ringler                              |
| „For a Better Day”                            | 2015 | Levan Tsikurishvili, Tim Bergling              |
| „Pure Grinding”                               | 2015 | Levan Tsikurishvili, Tim Bergling              |
| „Broken Arrows”                               | 2015 | Julius Onah                                    |
| „Lonely Together” (gościnnie: Rita Ora)       | 2017 | Levan Tsikurishvili, Phillip R Lopez           |
| „You Be Love” (gościnnie: Billy Raffoul)      | 2017 | TNT, Petter Lindholm                           |
| „Friend of Mine” (gościnnie: Vargas & Lagola) | 2017 | Tobias Nordquist                               |
| Gościnnie                                     |      |                                                |
| „Divine Sorrow” (oraz Wyclef)                 | 2014 | Mr. Brainwash                                  |